# Campeonato Mundial de Basquetebol Masculino de 1998
O Campeonato Mundial de Basquetebol Masculino de 1998 foi a 13ª edição do Campeonato Mundial de Basquetebol. Foi disputado na Grécia, organizado pela Federação Internacional de Basquetebol (FIBA) e pela Federação Grega de Basquetebol.
Por causa do Lockout da National Basketball Association e diferentemente do campeonato anterior, a USA Basketball Association não pôde enviar um time composto por jogadores da NBA, sendo a composição da seleção feita por jogadores americanos na Europa e por dois jogadores universitários.

## Locais de Competição
Atenas
| Marusi                  | Pireu                            |
| ----------------------- | -------------------------------- |
| OAKA Capacidade: 19.250 | Paz e Amizade Capacidade: 14.905 |
|                         |                                  |

## Equipes Participantes
A Grécia e os Estados Unidos classificaram-se automaticamente, o primeiro por ser o país-sede e o último por ser o medalhista de ouro nos Jogos Olímpicos de Verão de 1996.
As vagas restantes foram completadas com os Torneios Continentais realizados em 1997.
FIBA África (2)
- Nigéria
- Senegal

FIBA Ásia (2)
- Japão
- Coreia do Sul

FIBA Américas (4+1)
- Argentina
- Brasil
- Canadá
- Porto Rico
- Estados Unidos (Campeão Olímpico)

FIBA Oceania (1)
- Austrália

FIBA Europa (6+1)
- Grécia (País-Sede)
- Itália
- Iugoslávia
- Lituânia
- Rússia
- Espanha

## Fase Preliminar
Os três melhores de cada grupo avançaram à Segunda Fase, no grupo E ou F. O quarto colocado foi jogar a Disputa do 13º ao 16º lugar.

### Grupo A
| Posição | Time    | Pts | V | D | PP  | PC  | SP  |
| ------- | ------- | --- | - | - | --- | --- | --- |
| 1       | Grécia  | 6   | 3 | 0 | 220 | 185 | +35 |
| 2       | Itália  | 5   | 2 | 1 | 211 | 214 | −3  |
| 3       | Canadá  | 4   | 1 | 2 | 211 | 203 | +8  |
| 4       | Senegal | 3   | 0 | 3 | 180 | 203 | −23 |

29 de julho de 1998
| Senegal | 66-76 | Itália |
| Grécia  | 78-72 | Canadá |

30 de julho de 1998
| Canadá | 70-57 | Senegal |
| Itália | 56-64 | Grécia  |

31 de julho de 1998
| Canadá  | 69-79 | Itália |
| Senegal | 57-68 | Grécia |

### Grupo Β
| Posição | Time       | Pts | V | D | PP  | PC  | SP  |
| ------- | ---------- | --- | - | - | --- | --- | --- |
| 1       | Iugoslávia | 6   | 3 | 0 | 261 | 194 | +67 |
| 2       | Rússia     | 5   | 2 | 1 | 243 | 213 | +30 |
| 3       | Porto Rico | 4   | 1 | 2 | 217 | 223 | −6  |
| 4       | Japão      | 3   | 0 | 3 | 169 | 260 | −91 |

29 de julho de 1998
| Japão      | 58-83 | Rússia     |
| Iugoslávia | 80-66 | Porto Rico |

30 de julho de 1998
| Porto Rico | 78-57 | Japão      |
| Rússia     | 74-82 | Iugoslávia |

31 de julho de 1998
| Japão      | 54-99 | Iugoslávia |
| Porto Rico | 73-86 | Rússia     |

### Grupo C
| Posição | Time           | Pts | V | D | PP  | PC  | SP  |
| ------- | -------------- | --- | - | - | --- | --- | --- |
| 1       | Lituânia       | 6   | 3 | 0 | 247 | 200 | +47 |
| 2       | Estados Unidos | 5   | 2 | 1 | 253 | 205 | +48 |
| 3       | Brasil         | 4   | 1 | 2 | 197 | 222 | −25 |
| 4       | Coreia do Sul  | 3   | 0 | 3 | 191 | 261 | −70 |

29 de julho de 1998
| Coreia do Sul  | 56-97 | Lituânia |
| Estados Unidos | 83-59 | Brasil   |

30 de julho de 1998
| Brasil   | 76-73 | Coreia do Sul  |
| Lituânia | 84-82 | Estados Unidos |

31 de julho de 1998
| Brasil        | 62-66 | Lituânia       |
| Coreia do Sul | 62-88 | Estados Unidos |

### Grupo D
| Posição | Time      | Pts | V | D | PP  | PC  | SP  |
| ------- | --------- | --- | - | - | --- | --- | --- |
| 1       | Espanha   | 6   | 3 | 0 | 225 | 211 | +14 |
| 2       | Argentina | 5   | 2 | 1 | 201 | 181 | +20 |
| 3       | Austrália | 4   | 1 | 2 | 208 | 207 | +1  |
| 4       | Nigéria   | 3   | 0 | 3 | 183 | 218 | −35 |

29 de julho de 1998
| Nigéria   | 68-80 | Espanha   |
| Austrália | 62-66 | Argentina |

30 de julho de 1998
| Argentina | 68-51 | Nigéria   |
| Espanha   | 77-76 | Austrália |

31 de julho de 1998
| Nigéria   | 64-70 | Austrália |
| Argentina | 67-68 | Espanha   |

## Segunda Fase
Os três primeiros times de cada um dos grupos da Primeira Fase se classificaram, criando dois novos grupos de seis times. A classificação final leva em conta os pontos da fase anterior.

### Grupo Ε
| Posição | Time       | Pts | V | D | PP  | PC  | SP   |
| ------- | ---------- | --- | - | - | --- | --- | ---- |
| 1       | Iugoslávia | 11  | 5 | 1 | 486 | 366 | +120 |
| 2       | Rússia     | 11  | 5 | 1 | 455 | 388 | +67  |
| 3       | Grécia     | 10  | 4 | 2 | 395 | 379 | +16  |
| 4       | Itália     | 10  | 4 | 2 | 395 | 408 | −13  |
| 5       | Porto Rico | 8   | 2 | 4 | 438 | 443 | −5   |
| 6       | Canadá     | 4   | 1 | 5 | 419 | 473 | −54  |

2 de agosto de 1998
| Iugoslávia | 95-55 | Canadá |
| Rússia     | 71-55 | Itália |
| Porto Rico | 64-71 | Grécia |

3 de agosto de 1998
| Canadá | 81-94 | Porto Rico |
| Itália | 61-60 | Iugoslávia |
| Grécia | 48-60 | Rússia     |

4 de agosto de 1998
| Rússia     | 81-72 | Canadá |
| Porto Rico | 63-68 | Itália |
| Iugoslávia | 70-56 | Grécia |

### Grupo F
| Posição | Time           | Pts | V | D | PP  | PC  | SP  |
| ------- | -------------- | --- | - | - | --- | --- | --- |
| 1       | Estados Unidos | 11  | 5 | 1 | 511 | 430 | +81 |
| 2       | Espanha        | 11  | 5 | 1 | 431 | 424 | +7  |
| 3       | Lituânia       | 10  | 4 | 2 | 472 | 432 | +40 |
| 4       | Argentina      | 9   | 3 | 3 | 423 | 405 | +18 |
| 5       | Austrália      | 8   | 2 | 4 | 432 | 439 | −7  |
| 6       | Brasil         | 7   | 1 | 5 | 399 | 456 | −57 |

2 de agosto de 1998
| Austrália | 71-61 | Lituânia       |
| Argentina | 74-87 | Estados Unidos |
| Espanha   | 73-63 | Brasil         |

3 de agosto de 1998
| Lituânia       | 84-75 | Argentina |
| Brasil         | 63-75 | Austrália |
| Estados Unidos | 75-73 | Espanha   |

4 de agosto de 1998
| Espanha   | 86-80 | Lituânia       |
| Argentina | 86-76 | Brasil         |
| Austrália | 78-96 | Estados Unidos |

## Fase Final
|  | Quartas de final    | Quartas de final    |                     |        | Semifinais     | Semifinais     |  |  | Final               | Final |
|  |                     |                     |                     |        |                |                |  |  |                     |       |
|  | 7 de agosto de 1998 |                     |                     |        |                |                |  |  |                     |       |
|  |                     |                     |                     |        |                |                |  |  |                     |       |
|  | Rússia              | 82                  |                     |        |                |                |  |  |                     |       |
|  | Rússia              | 82                  | 8 de agosto de 1998 |        |                |                |  |  |                     |       |
|  | Lituânia            | 67                  |                     |        |                |                |  |  |                     |       |
|  | Lituânia            | 67                  | Rússia              | 66     |                |                |  |  |                     |       |
|  | 7 de agosto de 1998 |                     | Rússia              | 66     |                |                |  |  |                     |       |
|  |                     | Estados Unidos      | 64                  |        |                |                |  |  |                     |       |
|  | Itália              | Estados Unidos      | 64                  | 77     |                |                |  |  |                     |       |
|  | Itália              |                     | 9 de agosto de 1998 | 77     |                |                |  |  |                     |       |
|  | Estados Unidos      | 80                  |                     |        |                |                |  |  |                     |       |
|  | Estados Unidos      | 80                  | Rússia              | 62     |                |                |  |  |                     |       |
|  | 7 de agosto de 1998 |                     | Rússia              | 62     |                |                |  |  |                     |       |
|  |                     | Iugoslávia          | 64                  |        |                |                |  |  |                     |       |
|  | Iugoslávia          | Iugoslávia          | 64                  | 70     |                |                |  |  |                     |       |
|  | Iugoslávia          | 8 de agosto de 1998 |                     | 70     |                |                |  |  |                     |       |
|  | Argentina           | 62                  |                     |        |                |                |  |  |                     |       |
|  | Argentina           | 62                  | Iugoslávia          | 78     | Terceiro lugar | Terceiro lugar |  |  |                     |       |
|  | 7 de agosto de 1998 |                     | Iugoslávia          | 78     | Terceiro lugar | Terceiro lugar |  |  |                     |       |
|  |                     | Grécia              | 73                  |        |                |                |  |  |                     |       |
|  | Grécia              | Grécia              | 73                  | 69     | Estados Unidos | 84             |  |  |                     |       |
|  | Grécia              |                     |                     | 69     | Estados Unidos | 84             |  |  |                     |       |
|  | Espanha             | 62                  |                     | Grécia | 61             |                |  |  |                     |       |
|  | Espanha             | 62                  |                     |        | 61             |                |  |  |                     |       |
|  |                     |                     |                     |        |                |                |  |  | 9 de agosto de 1998 |       |
|  |                     |                     |                     |        |                |                |  |  |                     |       |

## Classificação

### 5º ao 8º lugar
|  | 5º ao 8º lugar      | 5º ao 8º lugar      |    |                     | 5º lugar            | 5º lugar |  |
|  |                     |                     |    |                     |                     |          |  |
|  | 8 de agosto de 1998 |                     |    |                     |                     |          |  |
|  | Lituânia            | 71                  |    |                     |                     |          |  |
|  | Itália              | 76                  |    |                     |                     |          |  |
|  |                     |                     |    |                     |                     |          |  |
|  |                     |                     |    |                     | 9 de agosto de 1998 |          |  |
|  |                     |                     |    |                     | Itália              | 61       |  |
|  |                     | Espanha             | 64 |                     |                     |          |  |
|  |                     |                     |    |                     |                     |          |  |
|  |                     |                     |    |                     |                     |          |  |
|  |                     |                     |    |                     | 7º lugar            |          |  |
|  | 8 de agosto de 1998 | 8 de agosto de 1998 |    | 9 de agosto de 1998 | 9 de agosto de 1998 |          |  |
|  | Argentina           | 64                  |    | Lituânia            | 77                  |          |  |
|  | Espanha             | 77                  |    |                     | Argentina           | 76       |  |

### 9º ao 12º lugar
|  | Class9º ao 12º lugar | Class9º ao 12º lugar |    |                     | 9º lugar            | 9º lugar |  |
|  |                      |                      |    |                     |                     |          |  |
|  | 7 de agosto de 1998  |                      |    |                     |                     |          |  |
|  | Porto Rico           | 64                   |    |                     |                     |          |  |
|  | Brasil               | 76                   |    |                     |                     |          |  |
|  |                      |                      |    |                     |                     |          |  |
|  |                      |                      |    |                     | 8 de agosto de 1998 |          |  |
|  |                      |                      |    |                     | Brasil              | 75       |  |
|  |                      | Austrália            | 79 |                     |                     |          |  |
|  |                      |                      |    |                     |                     |          |  |
|  |                      |                      |    |                     |                     |          |  |
|  |                      |                      |    |                     | 11º lugar           |          |  |
|  | 7 de agosto de 1998  | 7 de agosto de 1998  |    | 8 de agosto de 1998 | 8 de agosto de 1998 |          |  |
|  | Canadá               | 71                   |    | Porto Rico          | 92                  |          |  |
|  | Austrália            | 88                   |    |                     | Canadá              | 81       |  |

### 13º ao 16º lugar
|  | 13º ao 16º lugar    | 13º ao 16º lugar    |    |                     | 13º lugar           | 13º lugar |  |
|  |                     |                     |    |                     |                     |           |  |
|  | 2 de agosto de 1998 |                     |    |                     |                     |           |  |
|  | Senegal             | 55                  |    |                     |                     |           |  |
|  | Japão               | 60                  |    |                     |                     |           |  |
|  |                     |                     |    |                     |                     |           |  |
|  |                     |                     |    |                     | 3 de agosto de 1998 |           |  |
|  |                     |                     |    |                     | Japão               | 60        |  |
|  |                     | Nigéria             | 70 |                     |                     |           |  |
|  |                     |                     |    |                     |                     |           |  |
|  |                     |                     |    |                     |                     |           |  |
|  |                     |                     |    |                     | 15º lugar           |           |  |
|  | 2 de agosto de 1998 | 2 de agosto de 1998 |    | 3 de agosto de 1998 | 3 de agosto de 1998 |           |  |
|  | Coreia do Sul       | 65                  |    | Senegal             | 75                  |           |  |
|  | Nigéria             | 89                  |    |                     | Coreia do Sul       | 72        |  |

## Prêmios
| MVP            |
| -------------- |
| Dejan Bodiroga |

## Seleção do Campeonato
- Vasili Karasev
- Alberto Herreros
- Dejan Bodiroga
- Gregor Fučka
- Željko Rebrača

## Maiores Pontuadores
| País          | Nome                 | Média por Jogo |
| ------------- | -------------------- | -------------- |
| Espanha       | Alberto Herreros     | 17.9           |
| Nigéria       | Mohammed Acha        | 17.5           |
| Lituânia      | Arturas Karnisovas   | 17.1           |
| Austrália     | Shane Heal           | 17.0           |
| Austrália     | Andrew Gaze          | 16.8           |
| Porto Rico    | José "Piculín" Ortiz | 16.5           |
| Japão         | Maikeru Takahashi    | 16.4           |
| Rússia        | Vasili Karasev       | 16.1           |
| Coreia do Sul | Seo Jang-Hoon        | 15.2           |
| Jugoslávia    | Dejan Bodiroga       | 14.7           |

## Classificação Final
| Posição                                    | Time           | Desempenho |
| ------------------------------------------ | -------------- | ---------- |
| 1                                          | Iugoslávia     | 8-1        |
| 2                                          | Rússia         | 7-2        |
| Não conseguiram chegar à Final             |                |            |
| 3                                          | Estados Unidos | 7-2        |
| 4                                          | Grécia         | 5-4        |
| Não conseguiram chegar às Semifinais       |                |            |
| 5                                          | Espanha        | 7-2        |
| 6                                          | Italiana       | 5-4        |
| 7                                          | Lituânia       | 5-4        |
| 8                                          | Argentina      | 3-6        |
| Não conseguiram chegar às Quartas-de-final |                |            |
| 9                                          | Austrália      | 5-3        |
| 10                                         | Brasil         | 2-6        |
| 11                                         | Porto Rico     | 3-5        |
| 12                                         | Canadá         | 1-7        |
| Não conseguiram chegar à Segunda Fase      |                |            |
| 13                                         | Nigéria        | 2-3        |
| 14                                         | Japão          | 1-4        |
| 15                                         | Senegal        | 1-4        |
| 16                                         | Coreia do Sul  | 0-4        |